# Travis Fulton
Travis Jon Fulton (ur. 29 maja 1977 w Waterloo, zm. 10 lipca 2021 w Cedar Rapids) – amerykański zawodnik mieszanych sztuk walki (MMA) wagi ciężkiej oraz bokser. W swojej karierze walczył dla wielu znaczących organizacji na świecie m.in. Pancrase, UFC, King of the Cage, RINGS, WEC czy IFL. Był najbardziej doświadczonym zawodnikiem MMA na świecie oraz równocześnie rekordzistą w liczbie stoczonych, sankcjonowanych pojedynków w MMA (aktualnie 322). Posiadacz czarnego pasa (II dan) w amerykańskiej odmianie kenpō.

## Kariera sportowa
Od młodości trenował zapasy, następnie zainteresował się kenpō, gdzie został promowany na czarny pas. Zwyciężał m.in. w turnieju bokserskim Golden Gloves. W wieku 18 lat zainteresował się submission fightingiem co zaowocowało zapisaniem się do klubu Miletich Fighting Systems który był prowadzony przez mistrza UFC Pata Mileticha.
W MMA (ówcześnie często określane jako no hold barrels – walki bez ograniczeń) zadebiutował 26 lipca 1996, przegrywając z Dave’em Strasserem. Do 2000 Fulton stoczył ponad 100 sankcjonowanych pojedynków, w większości wygranych przed czasem. Przez następne lata częstotliwość toczenia walk nie spadała w wykonaniu Amerykanina i wynosiła średnio 20 pojedynków w roku, co było olbrzymią liczbą w porównaniu do typowego zawodnika MMA który w ciągu roku toczył średnio od 3 do 6 pojedynków. Fulton wielokrotnie walczył z dnia na dzień, w ciągu jednego weekendu był w stanie stoczyć trzy pojedynki na trzech różnych galach/turniejach, nierzadko bez przygotowania. W latach 90. popularne były również turnieje sztuk walki na których toczono od dwóch do trzech pojedynków w ciągu jednego wieczoru – Fulton w wielu z nich brał udział i w większości wygrywał je.
W tym czasie miał okazję walczyć dla wielu topowych organizacji, były to m.in. japońskie Pancrase i RINGS oraz amerykańskie Ultimate Fighting Championship, gdzie notował tam m.in. zwycięstwa nad Heathem Herringiem, Wesleyem Correirą, remis z Ikuhisą Minową i Danem Severnem oraz porażki z Ricco Rodriguezem, Renato Sobralem, Severnem czy Richem Franklinem. W 1998 roku wygrał prestiżowy turniej World Vale Tudo Championship.
Od 1999, między pojedynkami w MMA toczył zawodowe walki również w boksie i kickboxingu co jeszcze bardziej zwiększyło częstotliwość walk. Mimo iż większość swoich bokserskich pojedynków przegrywał, to prawie wszystkie zwycięskie starcia kończył przed czasem (22 wygrane – 21 przez KO/TKO). W tym czasie miał okazję walczyć m.in. Albertem Sosnowskim czy Travisem Walkerem.
W latach 2000–2007 wygrywał głównie z mało znanymi zawodnikami lub debiutantami lecz ważniejsze pojedynki przegrywał m.in. z Travisem Wiuffem, Benem Rothwellem, Forrestem Griffinem czy Jeremym Hornem. Jedynymi liczącymi się zwycięstwami w tamtym czasie było poddanie Joego Riggsa oraz wypunktowanie Wesa Simsa.
W latach 2007–2010 walczył głównie na lokalnych galach w rodzinnym Iowa. W 2007 roku zanotował dwusetną zawodową wygraną w MMA. Od 2011 skupił się głównie na boksie co skutkowało coraz mniejszą ilością stoczonych walk w MMA. 5 listopada 2011 przegrał z Białorusinem Andrejem Arłouskim.

## Życie prywatne
17 lutego 2021 roku został oskarżony o posiadanie pornografii dziecięcej, a także seksualne wykorzystywanie dziecka. Groziło mu za to do 70 lat więzienia. Podczas pobytu w areszcie za oskarżenia o pornografię dziecięcą, rankiem 10 lipca 2021 został znaleziony powieszony we własnej celi.

## Informacje statystyczne
| Dyscyplina            | Liczba walk | Wygrane | Przegrane | Remisy | Nieodbyte/no contest |
| --------------------- | ----------- | ------- | --------- | ------ | -------------------- |
| Mieszane sztuki walki | 320         | 255     | 54        | 10     | 1                    |
| Boks                  | 75          | 25      | 48        | 2      | 0                    |
| Kick-boxing           | ?           | 11      | 0         | 0      | 0                    |
| Boks na gołe pięści   | 1           | 0       | 1         | 0      | 0                    |

## Osiągnięcia
- 1997: Extreme Challenge 7 – 1. miejsce
- 1997: Iowa Extreme Fighting – 1. miejsce
- 1997: Iowa Vale Tudo Championships – 1. miejsce
- 1998: RnB 2: Bare Knuckle Brawl – 1. miejsce
- 1998: Iowa Vale Tudo Championships 2 – 1. miejsce
- 1998: Iowa Vale Tudo Championships 3 – 1. miejsce
- 1998: Fearless Freestyle Fighting 2 – 1. miejsce
- 1998: IFC 8: Showdown at Shooting Star – 1. miejsce
- 1998: Southern Iowa Ultimate Fighting – 1. miejsce
- 1998: Cage Combat 3 – 2. miejsce
- 1998: Midwest Fighting – 1. miejsce
- 1998: Southern Iowa Ultimate Fighting 2 – 1. miejsce
- 1998: World Vale Tudo Championship 6 – 1. miejsce
- 1999: IFC: Extreme Combat – 1. miejsce
- 1999: ISCF – zawodowy mistrz USA w wadze superciężkiej
- 2000: Iowa Free Fight – 1. miejsce
- 2000: IFF 5: Battle for the Belts – 1. miejsce
- 2001: Thursday Night Fights – 1. miejsce
- 2003: CAGE – 1. miejsce
- 2003: IFA: The Return – 1. miejsce
- 2003: AFA: Battle For the Belts – 1. miejsce
- 2004: Bar Room Brawl 25 – 1. miejsce
- 2005: Spring Brawl – 1. miejsce
- 2006-2010: IKF Pro Central US Regional – mistrz w wadze superciężkiej
- 2016: Iowa Challenge – mistrz w wadze ciężkiej